# From (TV-serie)
From är en amerikansk skräck- och dramaserie som hade premiär i februari 2022. Serien är skapad av John Griffin. Seriens andra säsong, även den bestående av tio avsnitt, hade premiär i april 2023. En tredje säsong hade premiär i Sverige på TV4 Play+ den 23 september 2024, och en fjärde säsong är planerad 2026.

## Handling
Serien kretsar kring familjen Matthews på resande fot fastnar i en småstad som, varje kväll, hemsöks av skrämmande varelser. De är inte ensamma om att vara fångna i den märkliga staden.
Och det sker konstiga saker runt familjen Matthews  strävan efter ett mål om att äntligen få återvända hem.

## Rollista (i urval)
- Harold Perrineau – Boyd Stevens
- Catalina Sandino Moreno – Tabitha Matthews
- Eion Bailey – Jim Matthews
- David Alpay – Jade Herrera
- Elizabeth Saunders – Donna Raines
- Shaun Majumder – fader Khatri
- Scott McCord – Victor
- Ricky He – Kenny Liu
- Chloe Van Landschoot – Kristi Miller